# Johan Svenonius
Johan Svenonius ursprungligen (Larsson) och en period (Forsberg), född 18 maj 1826 i Kroppa socken, Värmlands län, död 30 juli 1869 i Stockholm, var en svensk målarmästare och målare. 
Han var son till ekonomidirektören Karl Wilhelm Svenonius och Maria Pettersdotter (senare omgift med torparen Jonas Larsson). Svenonius var från 1850 gift med Hedvig Theodora Lindström. Han fick burskap som målarmästare i Stockholm 1852. Som stafflikonstnär utförde han porträtt i olja.  